# Meriones
Meriones är ett släkte i underfamiljen ökenråttor med ungefär 17 arter som förekommer huvudsakligen i södra delen av den palearktiska regionen. Några arter som den mongoliska ökenråttan (Meriones unguiculatus) är vanliga försöks- och sällskapsdjur.

## Utseende
Arterna påminner i kroppsbyggnaden och storlek om råttor (Rattus). De har stora ögon och en spetsig nos. De yttre öronen är smala och deras längd motsvarar halva längden av de bakre fötterna. Om öronen vikas framåt når de fram till ögonen. Bara hos arten Meriones hurrianae är öronen något kortare. Svansen är vanligen lika lång som övriga kroppen (huvud och bål). Tårna vid framtassarna bär klor som hos mongolisk ökenråtta och Meriones hurrianae är något större än hos övriga arter. Jämförd med släktet Gerbillus är öronen och de bakre extremiteterna kortare, Meriones känns därför mera kompakt.  Kroppslängden (huvud och bål) ligger mellan 95 och 180 mm och svanslängden mellan 100 och 193 mm. Den minsta arten (Meriones crassus) blir ungefär 30 gram tung och den tyngsta arten (Meriones persicus) väger omkring 100 gram.
Pälsens färg på ryggen varierar mellan ljusbrun, gulaktig och grå, den blir mörkare än kroppens sidor på grund av några inblandade svarta täckhår. Buken och extremiteterna är vanligen ljusgrå, ljusgul eller vitaktig. Vissa populationer kan anpassa sin kroppsfärg efter utbredningsområdet som ger de en utmärkt kamouflage.

## Utbredning och habitat
Dessa gnagare förekommer huvudsakligen i västcentrala Asien. Några arter lever på Arabiska halvön och i norra Afrika. De vistas vanligen i torra habitat som öknar, stäpper, buskmarker och dalgångar av bergstrakter.

## Ekologi
Arterna bygger underjordiska bon där de vanligen vistas. Boets komplexitet varierar mellan arterna. Tunnelsystemet kan ha upp till 40 meter långa gångar och många ingångar samt flera olika kamrar för förvaring av födan eller ungarnas uppfostring. Hålrummen fodras vanligen med växtdelar. Kamrarna kan ligga 40 till 150 cm under markytan.
Vissa arter är aktiva på natten, andra på dagen och en del arter visar ingen specialisering. I utbredningsområdet finns temperaturskillnader mellan några minusgrader och omkring 40 °C och därför stannar individerna vid extrema värden vanligen länge i boet. För vissa arter registrerades upp till 10 kg födoämnen i boet.
Födan utgörs av gröna växtdelar, frön, rötter och rotfrukter, frukter och insekter.
Det sociala beteende är inte likadant hos alla arter. Några lever i små grupper och andra lever främst ensam men tolererar främmande artfränder i samma bo (men vanligen inte i samma hålrum). Hos mongolisk ökenråtta (Meriones unguiculatus) observerades att familjegrupper av ett föräldrapar och deras ungar reagerar mycket aggressiva mot främmande individer. För att markera sitt revir har hannar speciella körtlar. För kommunikationen har de olika läten och de trampar med foten på marken för att varna familjemedlemmar.
Fortplantningssättet är huvudsakligen känd från den mongoliska ökenråttan. Honor kan para sig hela året men vanligen föds ungar mellan våren och hösten. Antalet kullar per år går upp till tre. Efter dräktigheten som vanligen varar omkring 20 dagar (sällan upp till 30 dagar) föds oftast 4 till 7 ungar (1 till 12 har rapporterats). Ungarna är vid födelsen blinda om väger i genomsnitt 2,5 gram. De öppnar sina ögon efter två till tre veckor. Honan ger ungarna 20 till 30 dagar di och efter 65 till 85 dagar är ungarna könsmogna. Vissa individer lever 20 månader men de flesta dör redan efter tre eller fyra månader.

## Systematik
Inom släktet beskrevs ett flertal arter men flera av dessa beskrevs oberoende av varandra av olika auktorer vad som resulterade i flera vetenskapliga namn för samma art. Även i nyare studier (senare 1900-talet och början av 2000-talet) varierar antalet arter mellan 3 och 17. Den följande listan med 17 arter fördelade på fyra undersläkten är enligt Wilson & Reeder (2005) som används även av IUCN.
- Undersläkte Meriones (Illiger, 1811)
  - Meriones tamariscinus hittas i Ryssland norr om Kaspiska havet, i Kazakstan, Uzbekistan, Kirgizistan, Tadzjikistan och Turkmenistan till nordöstra Kina samt angränsande delar av Mongoliet, den listas av IUCN som livskraftig (LC).
- Undersläkte Parameriones (Heptner, 1937)
  - Meriones rex finns på sydvästra Arabiska halvön, den är livskraftig.
  - Meriones persicus förekommer från östra Turkiet till Turkmenistan och västra Pakistan, den är livskraftig.
- Undersläkte Pallasiomys (Heptner, 1933)
  - Meriones arimalius lever på sydöstra Arabiska halvön, den är livskraftig.
  - Meriones chengi hittas i nordvästra Kina, är livskraftig.
  - Meriones crassus förekommer i norra Afrika, på Arabiska halvön och i sydvästra Asien fram till Pakistan, är livskraftig.
  - Meriones dahli är endemisk för Irans nordvästra spets samt angränsande delar av Armenien och Turkiet, den listas som starkt hotad (EN).
  - Meriones grandis lever i norra Afrika (Marocko, Algeriet, Tunisien), är livskraftig.
  - Meriones libycus finns från nordvästra Afrika till nordvästra Kina, är livskraftig.
  - Meriones meridianus förekommer från Ryssland norr om Kaspiska havet till Kina (ungefär till Peking), är livskraftig.
  - Meriones sacramenti är endemisk för Israel och nordöstra Egypten, listas som sårbar (VU).
  - Meriones shawi lever i Afrika vid Medelhavskusten, är livskraftig.
  - Meriones tristrami hittas från Turkiet till Kaukasus och västra Iran samt söderut till Israel och Jordanien, är livskraftig.
  - Mongolisk ökenråtta (Meriones unguiculatus) finns i Mongoliet, angränsande sibiriska delar av Ryssland och i norra Kina, är livskraftig.
  - Meriones vinogradovi förekommer från Kaukasus till nordvästra Iran, norra Irak och nordöstra Syrien, är livskraftig.
  - Meriones zarudnyi lever i norra Afghanistan, sydöstra Turkmenistan och angränsande delar av Iran, den listas med kunskapsbrist (DD).
- Undersläkte Cheliones (Thomas, 1919)
  - Meriones hurrianae hittas främst i nordvästra Indien och sydöstra Pakistan, den är livskraftig.